# 西門站 (拉斯維加斯)
西門站（英語：Westgate station）是美國內華達州拉斯維加斯單軌電車的一個車站，為側式月台設計，位於拉斯維加斯賭場飯店正門附近。車站可經由飯店前方的太空任務賭場（SpaceQuest Casino）進入。這是拉斯維加斯內唯一位於飯店前方的單軌電車車站。在所有車站中，西門站是距離飯店設施最近的車站。

## 鄰近飯店
- 拉斯維加斯賭場飯店
- 馬戲團酒店
- 利為旅酒店
- 登柏利（Turnberry Place）
- 萬豪套房（Marriott Suites）

## 鄰近景點
- Superbook（體育賽事下注中心）
- 冒險巨蛋（Adventuredome）
- 艾維斯·普里斯萊銅像
- 拉斯維加斯會展中心

## 資料來源
1. ↑  Curran, Stephen. . Las Vegas Sun. 2004-07-15  [2010-12-17]. （原始内容存档于2011-06-14）.
2. ↑  .   [2023-04-23]. （原始内容存档于2024-01-30）.

## 外部連結
- 拉斯維加斯單軌電車車官方網站